# Đồng bằng châu Âu

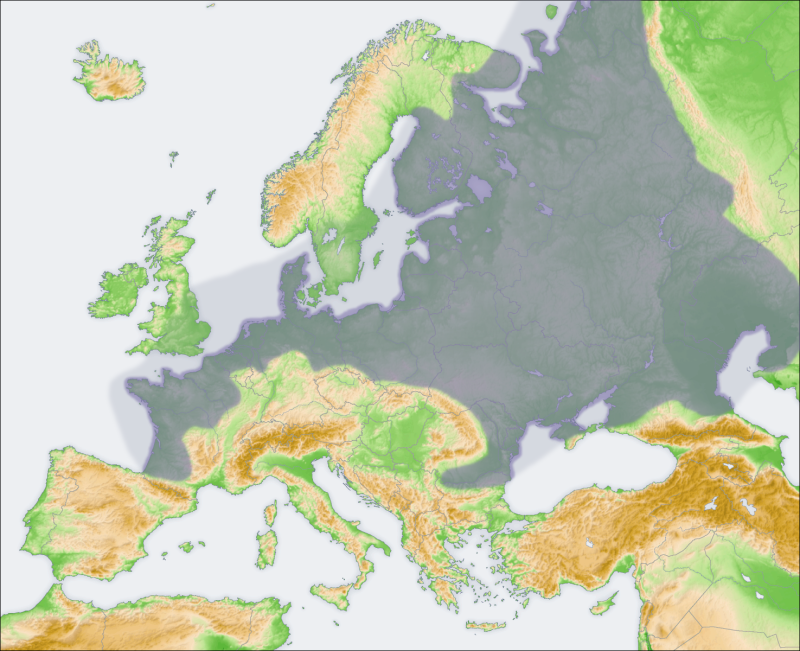
Đồng bằng châu Âu

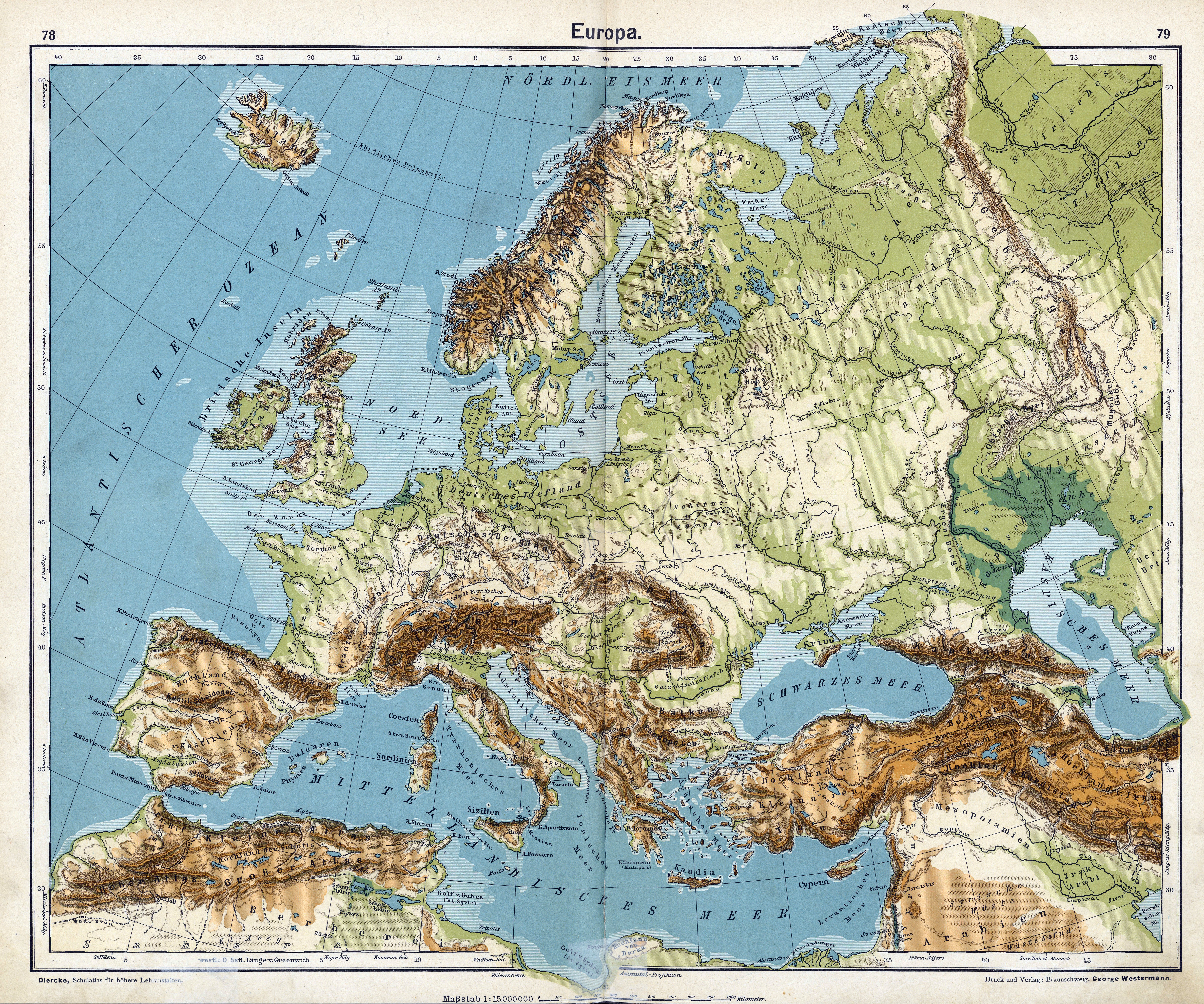
Địa hình châu Âu

Đồng bằng châu Âu là một đồng bằng tại châu Âu. Đây là vùng cảnh quan phi đồi núi lớn nhất tại châu Âu, mặc dù vậy, vẫn có một số cao nguyên được xác định là nằm trong đồng bằng. Đồng bằng trải dài từ dãy núi Pyrénées và Đại Tây Dương ở phía tây đến dãy núi Ural ở phía đông. Đồng bằng châu Âu bao gồm đồng bằng Bắc Âu và đồng bằng Đông Âu. Sự phân chia này là xét về mặt lịch sử chứ không phải là theo địa mạo: đồng bằng Đông Âu là những phần của đồng bằng châu Âu từng thuộc đế quốc Nga và do đó từng được gọi là đồng bằng Nga.
Tại Tây Âu, đồng bằng tương đối hẹp (phần lớn trong khoảng 200 dặm) ở phần phía bắc, song nó mở rộng đáng kể hướng về phần phía đông ở phía tây nước Nga.
Đồng bằng châu Âu bị chia cắt bởi nhiều con sông quan trọng như Loire, Rhine và Vistula ở phía tây; còn ở phía đông, Bắc Dvina và Tây Dvina chảy theo hướng bắc còn Volga, Don và Dnieper chảy về phía nam.